# Bilistages
Bilistages fue un régulo ilergete nombrado por Livio (XXXIV, 11, 2). En el año 195 a. C. envió una embajada al cónsul Marco Porcio Catón, que se alojaba cerca de Ampurias, para pedirle refuerzos para resistir los sitios a sus plazas fuertes. La petición era de al menos 3000 hombres. El pasaje se desarrolla en el contexto de la revuelta contra los romanos comenzada en 197 a. C. y en la que los ilergetes aparecen en este momento como aliados de Roma.